# Dessertbladen
Dessertbladen, ook wel bekend onder de namen krulmalva en kranskaasjeskruid (Malva verticillata), is een soort uit de kaasjeskruidfamilie. De naam “dessertblad” dateert uit de tijd dat koks (rond 1900) het groot uitgegroeide, met franjes afgezette blad gebruikten om kleine desserts op te serveren. 
Het is een tweejarig kruid dat inheems is in oost Azië. In Nederland is de plant vroeger veel gekweekt als artsenijgewas en ook nu nog als sierplant. De eerste melding van de soort in Nederland dateert van 1845. Vanuit de kruidentuinen hebben dessertbladen zich kunnen verspreiden. De soort is echter niet invasief. Het verspreidingsgebied in Nederland is derhalve beperkt.
De soort heeft een rechtopstaande groeiwijze en kan 80 tot-180 cm hoog worden. Het komt tot bloei in juli-herfst. De bladen hebben een hartvormige voet, zijn kleingekarteld-getand, hebben een gekroesde rand, zijn handlobbig, zelden handspletig. De bloemen zitten in hoopjes in de bladoksels, zijn ongesteeld of vrij kortgesteeld, witachtig, vrij klein. De kroonbladen zijn even lang als de kelk. De vruchtstelen zijn hoogstens dubbel zo lang als de kelk. De vruchtjes zijn dwars-gerimpeld.

## Gebruik in historisch China
De plant was een belangrijke bladgroente in pre-Han China (206 v.Chr. – 220 n.Chr.) en werd toen op grote schaal geteeld. Dessertbladen wordt al genoemd in Huangdi Neijing, letterlijk de Innerlijke Canon van de Gele Keizer. Het betreft een oude (periode 475 v.Chr. 220 n.Chr) Chinese medische tekst die al meer dan twee millennia als de fundamentele leerstellige bron voor de Chinese geneeskunde wordt behandeld. Dessertbladen is hierin opgenomen als een van de vijf consumeerbare kruiden (五 菜) waaronder malva (葵), erwt bladeren (藿), Allium macrostemon (薤), Stengelui (蔥) en Chinese bieslook (韭). Er wordt verondersteld dat het een grote groente was tot de Noordelijke Wei-dynastie (386–535). In de Qimin Yaoshu, de meest volledig bewaard gebleven oude Chinese landbouwteksten uit de Noordelijke Wei-dynastie is de technologie voor het domesticeren van kaasjeskruid goed vastgelegd. De oppervlakten zijn sinds de Tang-dynastie (618 – 907) afgenomen. In zijn Nong Shu [Agricultural Manual] schreef  Wang Zhen in de 14de eeuw dat kaasjeskruid de top was van verschillende groenten, omdat 'het alternatief kon zijn in de jaren van mislukte oogsten, of worden gemarineerd om met nietjes te serveren'. Tijdens de Ming-dynastie (1368 – 1644) werd dessertbladen amper meer gecultiveerd en geconsumeerd.

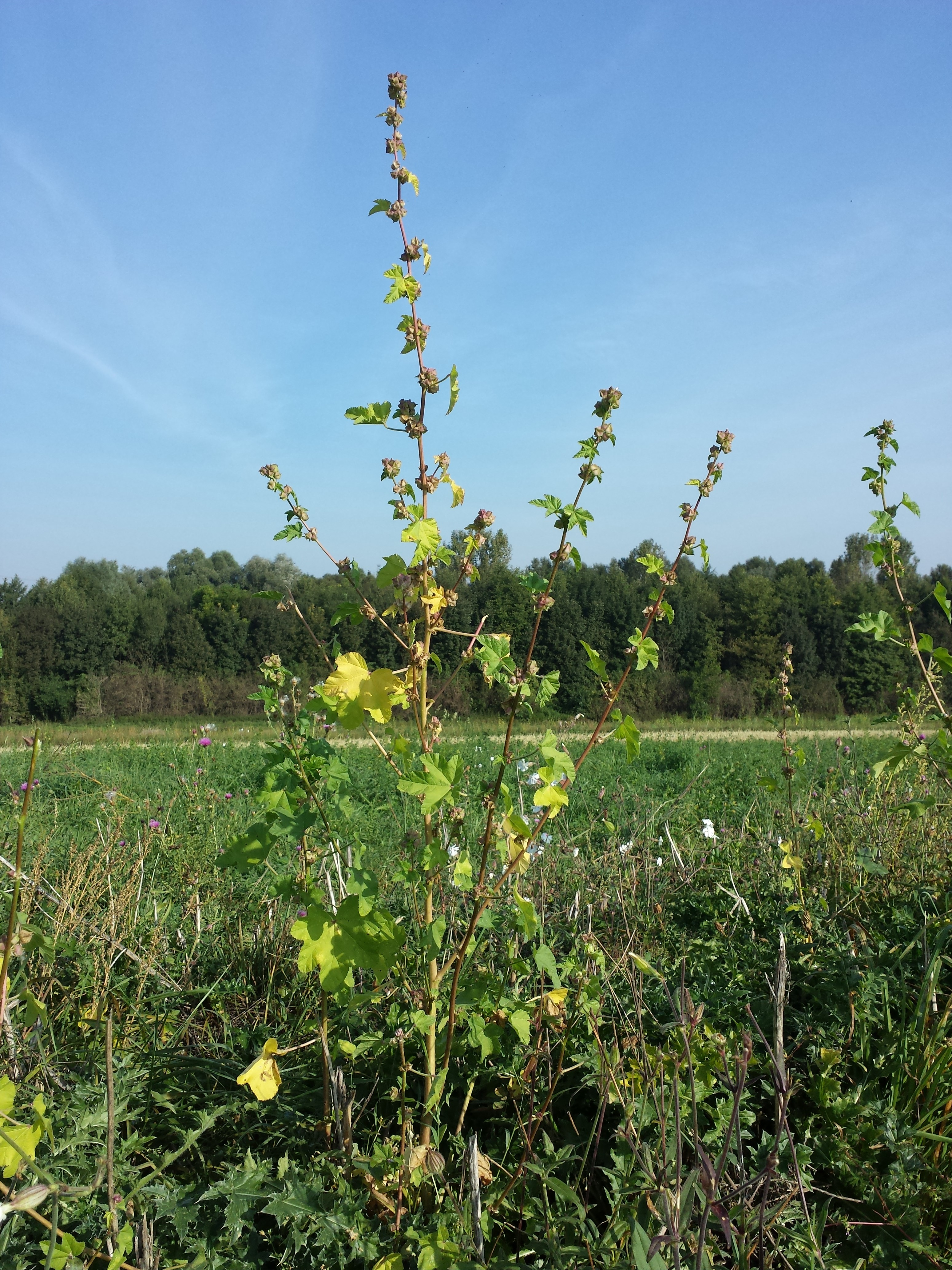
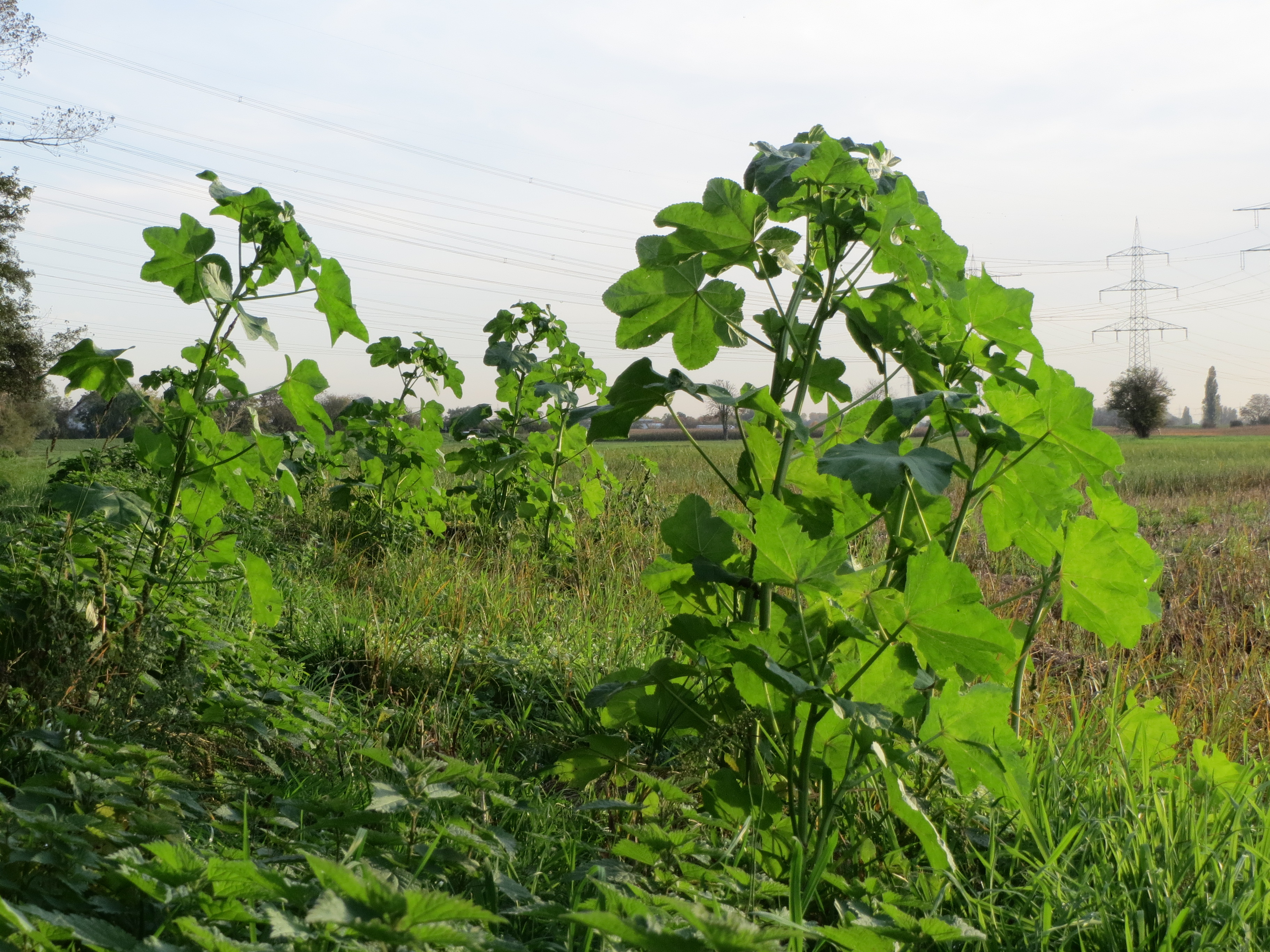
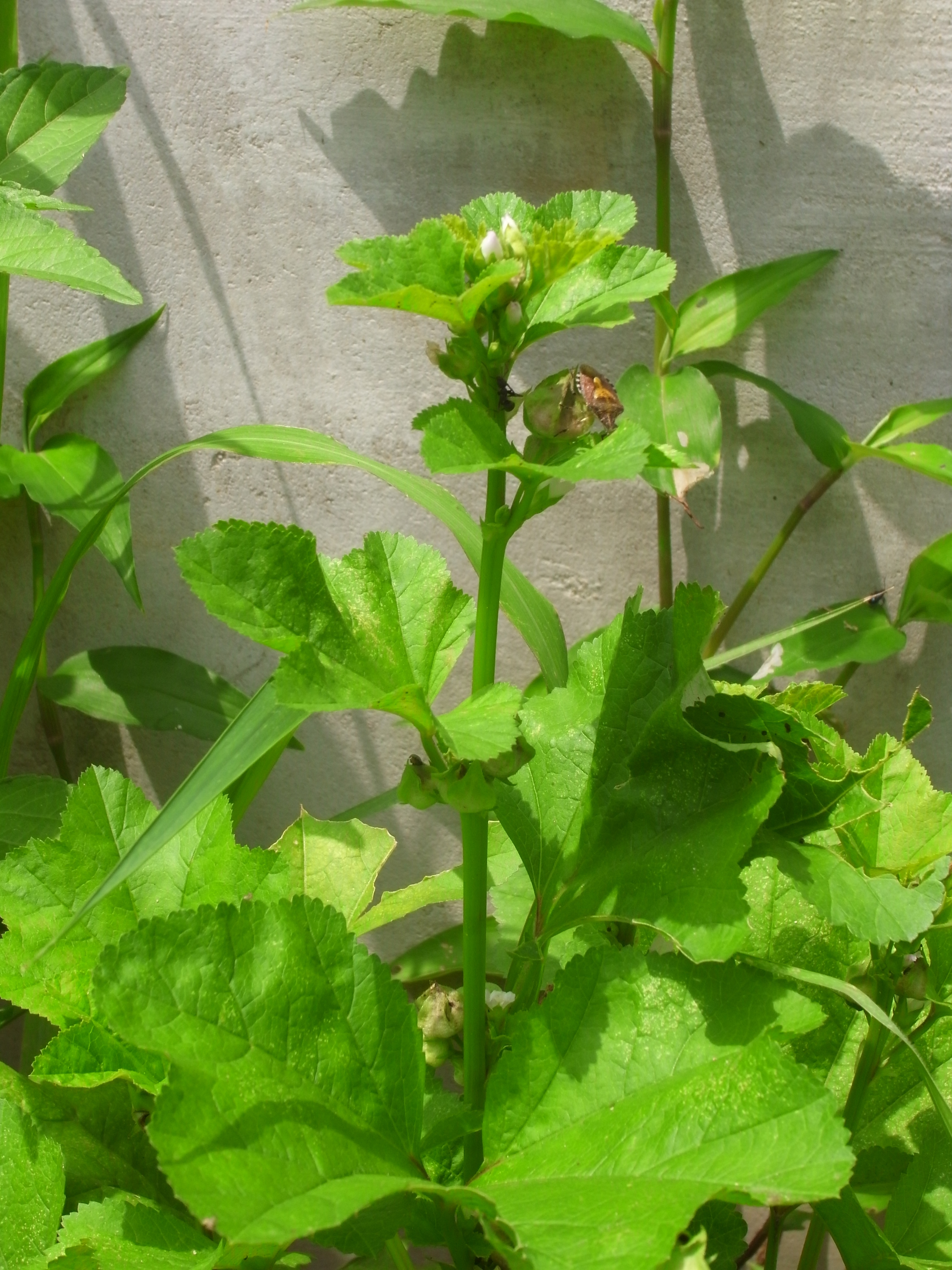
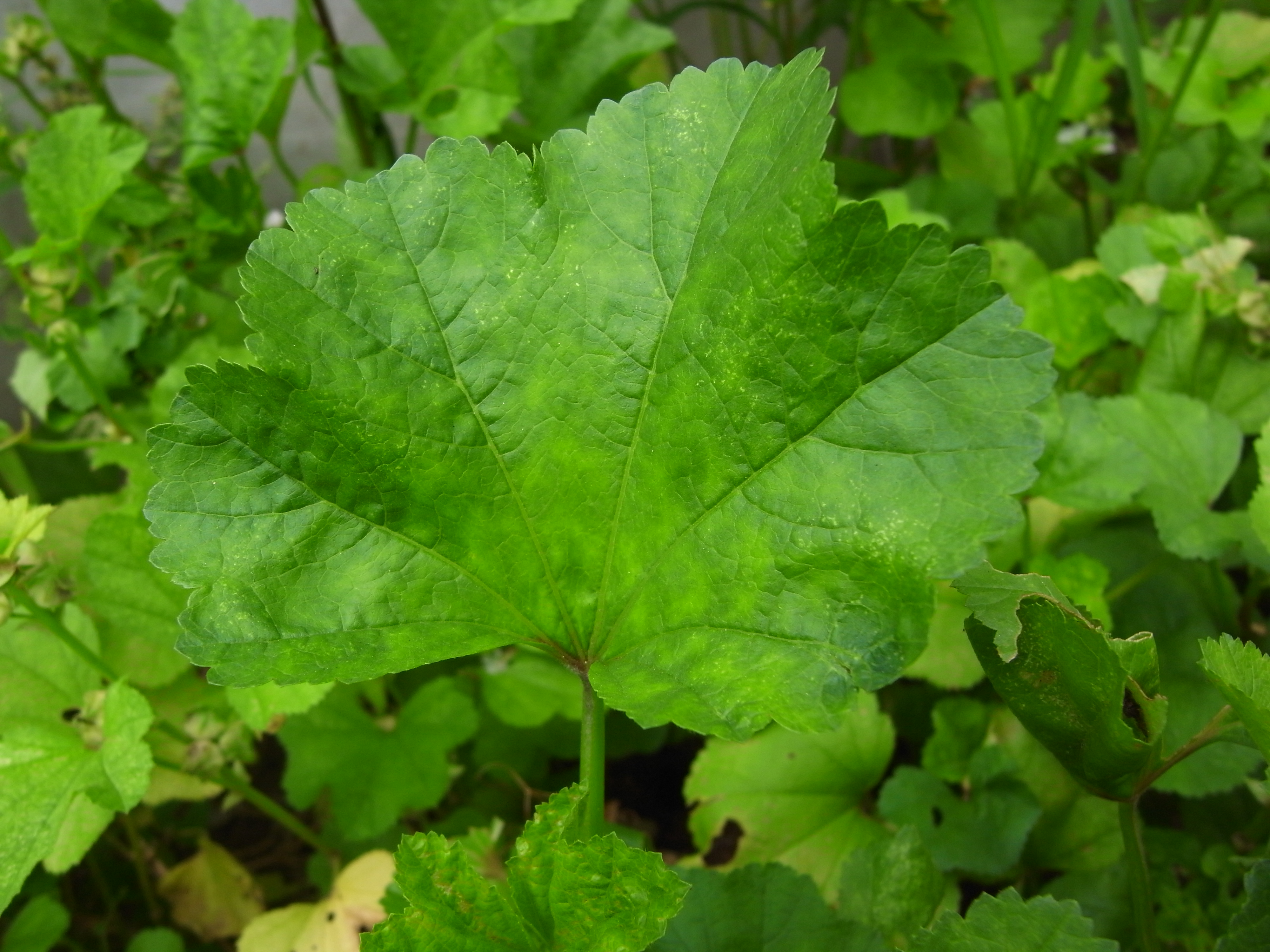
blad
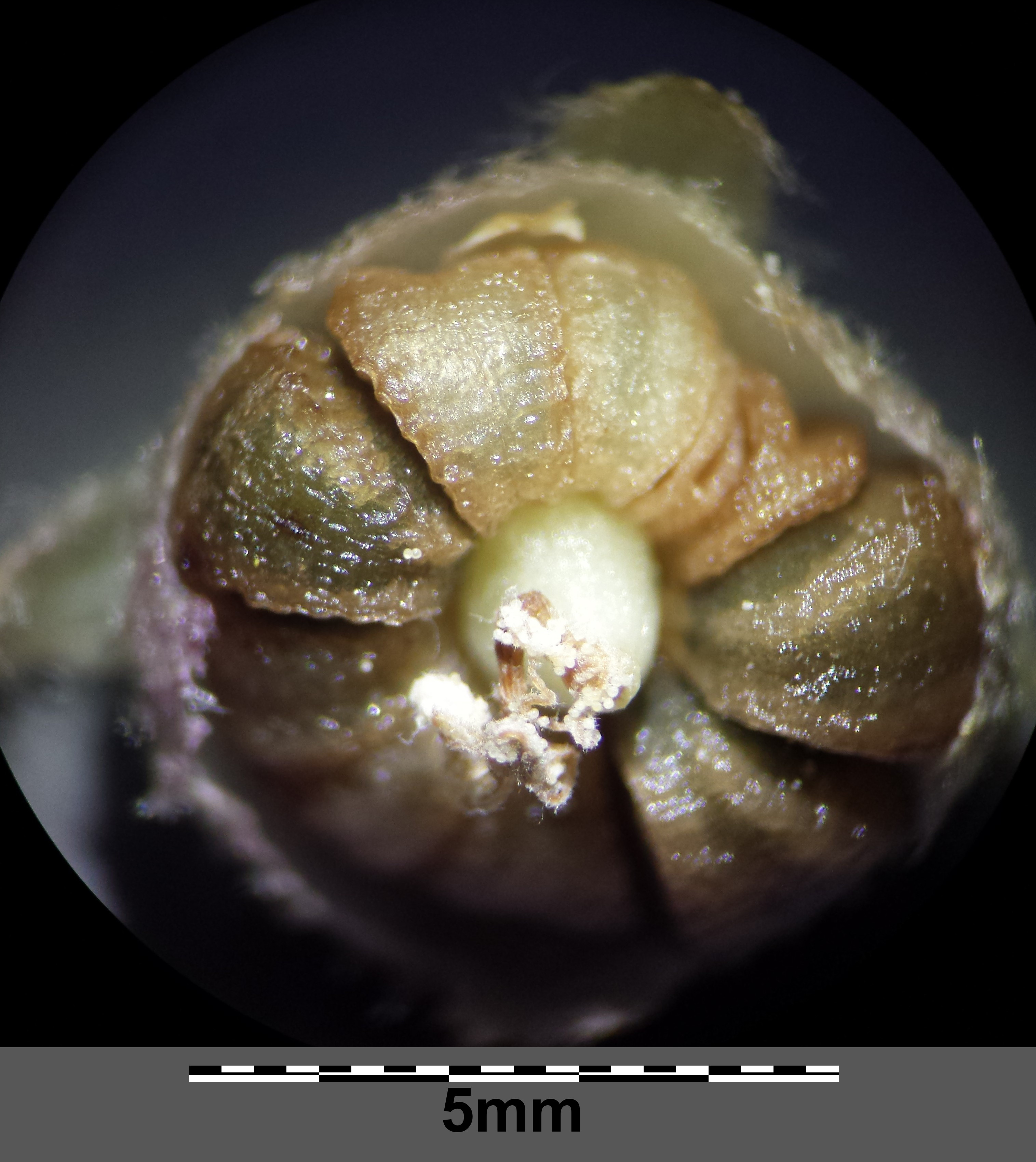
vrucht
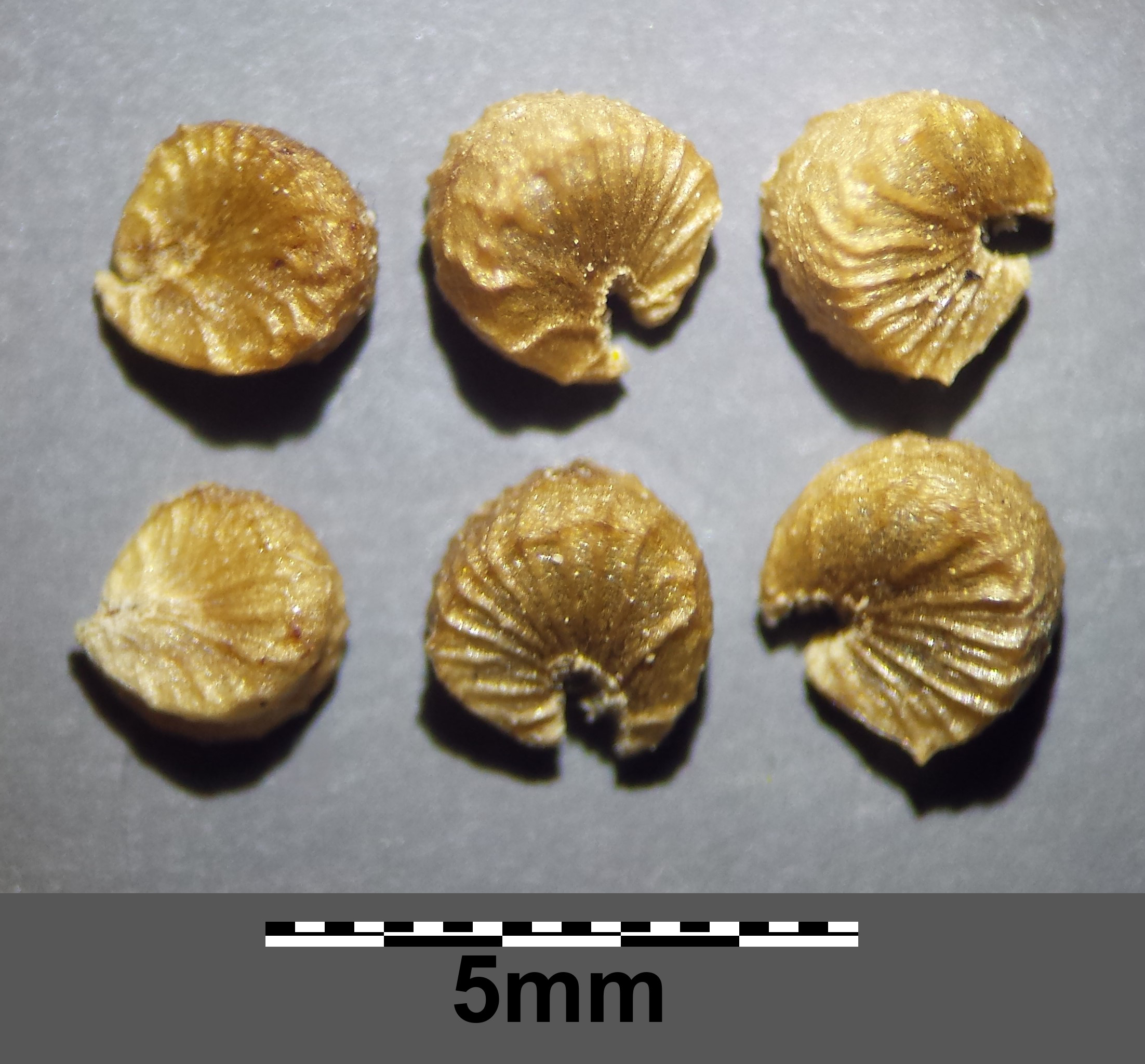
zaden

... · 
M. alcea (Vijfdelig kaasjeskruid) · 
M. moschata (Muskuskaasjeskruid) · 
M. neglecta  (Klein kaasjeskruid) · 
M. pusilla (Rond kaasjeskruid) · 
M. sylvestris (Groot kaasjeskruid) · 
...